# Бертолуччи, Паоло
Паоло Бертолуччи (итал. Paolo Bertolucci; род. 3 августа 1951, Форте-дей-Марми, Лукка) — итальянский теннисист, теннисный тренер и комментатор. Победитель 18 турниров Гран-при и WCT (6 в одиночном и 12 в парном разряде), обладатель (1976) и трёхкратный финалист Кубка Дэвиса со сборной Италии.

## Биография
Начав выступления в профессиональных теннисных турнирах в 1968 году, Паоло Бертолуччи продолжал играть до 1983 года. Несмотря на неспортивное телосложение и склонность к полноте, он обладал явным игровым талантом, заслужив прозвище «Золотая рука» (итал. braccio d’oro). Успешно выступал на грунтовых кортах, дойдя до четвертьфинала Открытого чемпионата Франции в 1973 году, а в турнирах менее высокого ранга завоевав шесть титулов. Наиболее значительным успехом Бертолуччи в одиночном разряде стала победа в 1977 году в Открытом чемпионате Германии. Когда в 1973 году впервые опубликовали рейтинг ATP, Бертолуччи занял в нём 12-ю строчку, к концу сезона опустившись до 20-го места.
В парном разряде Бертолуччи завоевал за карьеру 12 титулов, в основном с соотечественником Адриано Панаттой и тоже главным образом на грунте. Среди выигранных им турниров были Открытые чемпионаты Швеции и Австрии, престижные соревнования в Барселоне, Монте-Карло и Париже, а турнир тура Гран-при во Флоренции он выигрывал четыре раза (и ещё трижды — в одиночном разряде). В Открытом чемпионате Франции в парном разряде Бертолуччи трижды становился четвертьфиналистом — в 1975, 1977 и 1980 годах. Как парный игрок он был одним из участников победного для сборной Италии сезона 1976 года в Кубке Дэвиса. В финале итальянцы играли в гостях со сборной Чили, и Бертолуччи в знак протеста против действий диктаторского режима Пиночета вышел на корт не в синей, а в красной форме.
В составе сборной Италии в Кубке Дэвиса Бертолуччи с 1972 по 1983 год провёл 32 матча, сыграв в их рамках 40 встреч (8 побед при 2 поражениях в одиночном разряде и 22 победы при 8 поражениях в парном). На его счету, помимо победы в Кубке Дэвиса 1976 года, были также три проигранных финала — в 1977, 1979 и 1980 годах; в два последних года он доходил в составе сборной Италии также до финала Кубка наций — командного турнира, разыгрывавшегося весной в Дюссельдорфе. В рамках выступлений за сборную Бертолуччи, в частности, одержал победу над сильнейшей на тот момент парой мира — чемпионами Уимблдонского турнира Полом Макнами и Питером Макнамарой. Позднее, с учреждением специальной награды ITF за верность Кубку Дэвиса, Бертолуччи стал одним из её лауреатов в сборной Италии.
По завершении игровой карьеры Бертолуччи под эгидой Федерации тенниса Италии тренировал теннисистов-юниоров с 1983 по 1992 год, а в 1993—1994 годах был тренером профессионального игрока Омара Кампорезе. С 1998 по 2000 год занимал пост капитана сборной Италии в Кубке Дэвиса (сменив на нём своего бывшего партнёра Панатту) и в первый сезон в этом качестве вывел её в финал турнира, где его подопечные уступили шведам со счётом 1:4. С 2001 года Бертолуччи начал сотрудничество с итальянским телеканалом Sky Italia в качестве теннисного комментатора. Позже Роджер Федерер, на чьём счету к тому времени ещё не было титула на «Ролан Гаррос», предлагал Бертолуччи как специалисту по игре на грунте место тренера, но итальянец отказался, решив не переезжать в Дубай — место основной тренировочной базы Федерера.

## Положение в рейтинге ATP в конце сезона (одиночный разряд)
| Год   | 1973 | 1974 | 1975 | 1976 | 1977 | 1978 | 1979 | 1980 | 1981 |
| ----- | ---- | ---- | ---- | ---- | ---- | ---- | ---- | ---- | ---- |
| Место | 20   | 50   | 57   | 33   | 29   | 44   | 158  | 72   | 93   |

## Финалы турниров за карьеру

### Одиночный разряд (6-6)
| Результат | №  | Дата             | Турнир                  | Покрытие | Соперник в финале  | Счёт в финале            |
| --------- | -- | ---------------- | ----------------------- | -------- | ------------------ | ------------------------ |
| Поражение | 1. | 13 мая 1974      | Флоренция, Италия       | Грунт    | Адриано Панатта    | 3-6, 1-6                 |
| Поражение | 2. | 27 мая 1974      | Борнмут, Великобритания | Грунт    | Илие Настасе       | 1-6, 3-6, 2-6            |
| Победа    | 1. | 12 мая 1975      | Флоренция               | Грунт    | Жорж Гован         | 6-3, 6-4                 |
| Победа    | 2. | 5 апреля 1976    | Барселона, Испания      | Грунт    | Дзюн Куки          | 6-1, 3-6, 6-1, 7-6       |
| Победа    | 3. | 3 мая 1976       | Флоренция (2)           | Грунт    | Патрик Пруази      | 6-7, 2-6, 6-3, 6-2, 10-8 |
| Победа    | 4. | 18 апреля 1977   | Флоренция (3)           | Грунт    | Джон Фивер         | 6-4, 6-1, 7-5            |
| Победа    | 5. | 9 мая 1977       | Гамбург, ФРГ            | Грунт    | Мануэль Орантес    | 6-3, 4-6, 6-2, 6-3       |
| Победа    | 6. | 13 июня 1977     | Западный Берлин         | Грунт    | Иржи Гржебец       | 6-4, 5-7, 4-6, 6-2, 6-4  |
| Поражение | 3. | 25 сентября 1978 | Борнмут                 | Грунт    | Хосе Игерас        | 2-6, 1-6, 3-6            |
| Поражение | 4. | 3 марта 1980     | Каир, Египет            | Грунт    | Коррадо Барадзутти | 4-6, 0-6                 |
| Поражение | 5. | 17 ноября 1980   | Болонья, Италия         | Ковёр(i) | Томаш Шмид         | 5-7, 2-6                 |
| Поражение | 6. | 21 июня 1981     | Венеция, Италия         | Грунт    | Марио Мартинес     | 4-6, 4-6                 |

### Парный разряд (12-7)
| Результат | №   | Дата            | Турнир                  | Покрытие | Партнёр            | Соперники в финале                | Счёт в финале   |
| --------- | --- | --------------- | ----------------------- | -------- | ------------------ | --------------------------------- | --------------- |
| Победа    | 1.  | 30 апреля 1973  | Флоренция, Италия       | Грунт    | Адриано Панатта    | Илие Настасе Хуан Хисберт         | 6-3, 6-4        |
| Победа    | 2.  | 13 мая 1974     | Флоренция (2)           | Грунт    | Адриано Панатта    | Роберт Мачан Балаж Тароци         | 6-3, 3-6, 6-4   |
| Поражение | 1.  | 27 мая 1974     | Борнмут, Великобритания | Грунт    | Коррадо Барадзутти | Илие Настасе Хуан Хисберт         | 4-6, 2-6, 0-6   |
| Победа    | 3.  | 8 июля 1974     | Бостад, Швеция          | Грунт    | Адриано Панатта    | Уве Нильс Бенгтсон Бьорн Борг     | 3-6, 6-2, 6-4   |
| Поражение | 2.  | 27 января 1975  | Ричмонд, США            | Ковёр(i) | Адриано Панатта    | Ханс Кари Фред Макнейр            | 6-76, 7-5, 6-76 |
| Победа    | 4.  | 3 февраля 1975  | Болонья, Италия         | Ковёр(i) | Адриано Панатта    | Том Оккер Артур Эш                | 6-3, 3-6, 6-3   |
| Поражение | 3.  | 17 февраля 1975 | Барселона, Испания      | Ковёр(i) | Адриано Панатта    | Том Оккер Артур Эш                | 5-7, 1-6        |
| Победа    | 5.  | 3 марта 1975    | Лондон, Великобритания  | Ковёр(i) | Адриано Панатта    | Ханс-Юрген Поман Юрген Фассбендер | 6-3, 6-4        |
| Победа    | 6.  | 14 июля 1975    | Кицбюэль, Австрия       | Грунт    | Адриано Панатта    | Патрис Домингес Франсуа Жоффре    | 6-2, 6-2, 7-6   |
| Победа    | 7.  | 10 ноября 1975  | Буэнос-Айрес, Аргентина | Грунт    | Адриано Панатта    | Ханс-Юрген Поман Юрген Фассбендер | 7-6, 6-7, 6-4   |
| Поражение | 4.  | 5 июля 1976     | Гштад, Швейцария        | Грунт    | Адриано Панатта    | Ханс-Юрген Поман Юрген Фассбендер | 5-7, 3-6, 3-6   |
| Победа    | 8.  | 20 мая 1979     | Флоренция (3)           | Грунт    | Адриано Панатта    | Иван Лендл Павел Сложил           | 6-4, 6-3        |
| Победа    | 9.  | 8 октября 1979  | Барселона, Испания      | Грунт    | Адриано Панатта    | Карлус Кирмайр Кассиу Мотта       | 6-4, 6-3        |
| Победа    | 10. | 31 марта 1980   | Монте-Карло, Монако     | Грунт    | Адриано Панатта    | Витас Герулайтис Джон Макинрой    | 6-2, 5-7, 6-3   |
| Поражение | 5.  | 12 мая 1980     | Флоренция               | Грунт    | Адриано Панатта    | Джин Майер Рауль Рамирес          | 1-6, 4-6        |
| Победа    | 11. | 27 октября 1980 | Париж, Франция          | Хард(i)  | Адриано Панатта    | Брайан Готтфрид Реймонд Мур       | 6-4, 6-4        |
| Поражение | 6.  | 9 марта 1981    | Каир, Египет            | Грунт    | Джанни Оклеппо     | Балаж Тароци Исмаил Эль-Шафей     | 7-6, 3-6, 1-6   |
| Поражение | 7.  | 11 мая 1981     | Флоренция               | Грунт    | Адриано Панатта    | Рауль Рамирес Павел Сложил        | 3-6, 6-3, 3-6   |
| Победа    | 12. | 10 мая 1982     | Флоренция (4)           | Грунт    | Адриано Панатта    | Сэмми Джаммалва Тони Джаммалва    | 7-6, 6-1        |

### Командные турниры (1-5)
| Результат | Турнир       | Год  | Место проведения   | Состав                                                 | Соперник в финале                                 | Счёт |
| --------- | ------------ | ---- | ------------------ | ------------------------------------------------------ | ------------------------------------------------- | ---- |
| Победа    | Кубок Дэвиса | 1976 | Сантьяго, Чили     | К. Барадзутти, П. Бертолуччи, А. Зугарелли, А. Панатта | Чили П. Корнехо, Б. Пражу, Х. Фильоль             | 4:1  |
| Поражение | Кубок Дэвиса | 1977 | Сидней, Австралия  | К. Барадзутти, П. Бертолуччи, А. Панатта               | Австралия Д. Александр, Ф. Дент, Т. Роч           | 1:3  |
| Поражение | Кубок наций  | 1979 | Дюссельдорф, ФРГ   | К. Барадзутти, П. Бертолуччи, А. Панатта               | Австралия · Д. Александр, Ф. Дент                 | 1:2  |
| Поражение | Кубок Дэвиса | 1979 | Сан-Франциско, США | К. Барадзутти, П. Бертолуччи, А. Зугарелли, А. Панатта | США В. Герулайтис, Б. Лутц, Дж. Макинрой, С. Смит | 0:5  |
| Поражение | Кубок наций  | 1980 | Дюссельдорф        | К. Барадзутти, П. Бертолуччи, А. Панатта               | Аргентина · Г. Вилас, Х.-Л. Клерк                 | 0:3  |
| Поражение | Кубок Дэвиса | 1980 | Прага, ЧССР        | К. Барадзутти, П. Бертолуччи, Д. Оклеппо, А. Панатта   | Чехословакия И. Лендл, Т. Шмид                    | 1:4  |